# Richard Ekunde
Richard Ntomba Ekunde (Kinshasa, 4 agosto 1982) è un ex calciatore della Repubblica Democratica del Congo, di ruolo difensore.

## Caratteristiche tecniche
Ekunde viene impiegato solitamente come difensore centrale, ma all'occorrenza è stato utilizzato anche come terzino destro.

## Carriera

### Club

#### Kinshasa City e Djurgården
Ekunde vestì la maglia del Kinshasa City, per poi accordarsi con gli svedesi del Djurgården.

#### Åtvidaberg e GAIS
Nel 2004, si trasferì allo Åtvidaberg. Due anni più tardi, passò al GAIS. Con questa maglia, debuttò nell'Allsvenskan in data 1º aprile 2006: fu titolare nella vittoria per 2-0 sullo Örgryte. Rimase in forza al GAIS fino al termine del campionato 2012, quando il suo contratto giunse alla scadenza.

#### Viking
Svincolato, a partire dal 28 febbraio 2013 si aggregò alla formazione norvegese del Viking per sostenere un provino. Il 20 marzo successivo, firmò un contratto annuale con questo club. Ricevette il permesso di lavoro soltanto l'11 aprile successivo, potendo così iniziare a giocare per la nuova squadra.

#### Ritorno al GAIS
Il 28 marzo 2014, tornò ufficialmente al GAIS.

### Nazionale
Nel 2003, Ekunde giocò per la Nazionale della Repubblica Democratica del Congo.